# Johannes Slootmans
Johannes Slootmans, né en octobre 1765 à Steenbergen et mort dans cette ville le 11 mars 1828, est un homme politique néerlandais.

## Biographie
Cet aubergiste et négociant en poisson devient membre de la commune Steenbergen en avril 1795, à la faveur de la Révolution batave qui ouvre les fonctions électives et publiques aux catholiques. L'année suivante, il en devient échevin puis président-échevin. Le 2 août 1797, il devient député à la première Assemblée nationale batave, à la suite de la mort de Christianus Norbertus Reyns, le 16 juillet. Cependant, l'Assemblée est alors en renouvellement et il n'est pas réélu, son mandat s'achevant alors dès le 1er septembre.